# Indianapolis Jets
Indianapolis Jets – amerykański klub koszykarski z siedzibą w Indianapolis działający w latach 1931–1949.

## Historia
Klub powstał w 1931 roku, założony przez właściciela sklepu warzywnego z Indianapolis – Franka Kautsky'ego, jako zespół niezależny Indianapolis Kautskys, który nie występował w żadnej lidze. Zarabiał na siebie podróżując (1931/32, 1933–1935, 1940/41) po USA i biorąc udział w spotkaniach towarzyskich z lokalnymi zespołami. W 1942 Kautsky zawiesił działania zespołu z powodu II wojny światowej, wznowił je w 1945.
W sezonie 1932/33 występował w lidze National Basketball League, która była wtedy bardzo niestabilna. Często zawieszano jej funkcjonowanie, po czym ponownie wznawiano. W 1935 roku drużyna dołączyła do ligi Midwest Basketball Conference (MBC – 1935–1937), następnie do już stabilnej National Basketball League (NBL – 1937–1948 z przerwami) oraz Basketball Association of America (BAA – 1948–1949). Przed rozpoczęciem rozgrywek 1949/50 w wyniku fuzji lig BAA oraz NBL powstała liga NBA. W nowo powstałej lidze miał już występować inny zespół z Indianapolis – Olympians. W związku z powyższym Kautsky rozwiązał Jets.
Podczas rozgrywek 1935/36 (MBC) John Wooden ustanowił rekord kraju, notując 124 celne rzuty wolne z rzędu. Po trafieniu 99 rzutów właściciel zespołu Frank Kautky zatrzymał spotkanie i wręczył Woodenowi 100 dolarowy banknot.

## Osiągnięcia
- Mistrz turnieju World Professional Basketball w Chicago (1947)
- Wicemistrz NBL (1933)

## Wyniki sezon po sezonie
| Sezon                       | W                           | P                           | %                           | Wyniki play-off             |                             |
| Indianapolis Kautskys (MBC) | Indianapolis Kautskys (MBC) | Indianapolis Kautskys (MBC) | Indianapolis Kautskys (MBC) | Indianapolis Kautskys (MBC) | Indianapolis Kautskys (MBC) |
| --------------------------- | --------------------------- | --------------------------- | --------------------------- | --------------------------- | --------------------------- |
| 1935–36                     | 9                           | 3                           | 75                          | Runda Robin                 |                             |
| 1936–37                     | 2                           | 5                           | 28,6                        | Brak kwalifikacji           |                             |
| Indianapolis Kautskys (NBL) |                             |                             |                             |                             |                             |
| 1937–38                     | 4                           | 9                           | 30,8                        | Brak kwalifikacji           |                             |
| 1938–39                     | 13                          | 13                          | 50                          | Brak kwalifikacji           |                             |
| 1939–40                     | 9                           | 19                          | 32,1                        | Brak kwalifikacji           |                             |
| 1941–42                     | 12                          | 11                          | 52,2                        | 0–2                         |                             |
| 1945–46                     | 10                          | 22                          | 31,2                        | Brak kwalifikacji           |                             |
| 1946–47                     | 27                          | 17                          | 61,4                        | 2–3                         |                             |
| 1947–48                     | 24                          | 35                          | 40,7                        | 1–3                         |                             |
| Indianapolis Jets (BAA)     |                             |                             |                             |                             |                             |
| 1948–49                     | 18                          | 42                          | 30                          | Brak kwalifikacji           |                             |

## Nagrody indywidualne
| I skład turnieju World Professional Basketball - Leo Klier (1947) - Herm Schaefer (1947) - Arnie Risen (1947) | II skład NBL - Jewell Young (1942) - Jerry Stiener (1946) | Debiutanci Roku NBL - Bob Kessler (1938) - Jewell Young (1939) |

| NBL All-Time Team - Arnie Risen | Członkowie Koszykarskiej Galerii Sław - Arnie Risen (1998) - John Wooden (1961 jako zawodnik, 1973 jako trener) - Branch McCracken - Charles Murphy |

## Historyczne składy
1937/38
- Frank Baird, George Chestnut, Leo Crowe, Fred Fechtman, Robert Kessler, Searle Proffitt, Bill Schrader, Everett Swank, Harlan Wilson

1938/39
- Merle Alexander, Cadillac Anderson, Frank Baird, James Birr, Glynn Downey, Vernon Huffman, Bob Phillips, Lorvin Proctor, Rex Rudicel, Herman Schuessler, John Sines, Everett Swank, Earl Thomas, Dave Williams, John Wooden, Jewell Young

1939/40
- Ernest Andres, Scott Armstrong, Frank Baird, James Birr, George Chestnut, Bill Cramer, Garmon Lewis, Ward Meyers, Ruben Reiswerg, Eddie Sadowski, John Sines, Marvin Stout, Arnold Suddith, Homer Thompson, Dave Williams, Jewell Young

1941/42
- Scott Armstrong, Frank Baird, Hugh Carter, Don Cleary, Robert Dietz, Robert Dro, Mark Ertel, Elwood Norris, Eddie Sadowski, John Sines, John Townsend, Jewell Young

1945/46
- Ernest Andres, Bob Baker, James Birr, Bob Brown, Robert Dietz, George Fields, Chester Francis, Robert Gerber, Kenneth Gunning, Nat Hickey, Roy Hurley, Oren Nichols, Elwood Norris, Arnie Risen, George Rung, Eddie Sadowski, Russell Saunders, Wilbur Schumacher, Chips Sobek, Jerome Steiner, Dave Strack, John Styler, Jake Weber, Jewell Young

1946/47
- Ernest Andres, Bill Closs, Robert Dietz, Wilfred Doerner, Lowell Galloway, Leo Klier, Elwood Norris, Arnie Risen, Herm Schaefer, Don Smith, Homer Thompson

1947/48
- Ernest Andres, Ed Bogdanski, Bill Closs, Robert Dietz, Jack Forestieri, Harold Gensichen, George Glamack, Don Grate, Bruce Hale, Leo Klier, Freddie Lewis, Delbert Loranger, Fritz Nagy, Elwood Norris, Roy Pugh, Arnie Risen, Herm Schaefer, Jim Springer, Milton Ticco

1948/49
- Charlie Black, Price Brookfield, Tommy Byrnes, Jack Eskridge, George Glamack, Bruce Hale, Ralph Hamilton, Walt Kirk, Andy Kostecka, Freddie Lewis, Ray Lumpp, Jack Maddox, John Mahnken, Lionel Malamed, John Mandic, Leo Mogus, Fritz Nagy, Paul Napolitano, Marty Passaglia, Roy Pugh, Jim Springer, Jim Spruill, Hal Tidrick, Blackie Towery, Dick Wehr